# Landfjärden
Landfjärden is een plaats in de gemeente Nynäshamn in het landschap Södermanland en de provincie Stockholms län in Zweden. De plaats heeft 246 inwoners (2005) en een oppervlakte van 111 hectare. De plaats ligt aan een baai van de Oostzee en de directe omgeving van de plaats bestaat uit zowel bos en landbouwgrond als rotsen. De stad Nynäshamn ligt ongeveer vijftien kilometer ten zuiden van de plaats.

## Verkeer en vervoer
Bij de plaats loopt de Riksväg 73.